# Christian D.A. Hansen
Christian Ditlev Ammentorp Hansen (født 25. februar 1843 på Kragsbjerg ved Odense, død 20. juni 1916 i København) var en dansk apoteker, fabrikant og godsejer.
Hansen var søn af proprietær Christian Henrik Hansen (1797-1868) og Bertha Marie Ammentorp (1805-1848).
Grundlægger af og administrerende Direktør i Chr. Hansens teknisk-kemiske Laboratorium A/S – kendt som Chr. Hansen

## Apotekeren
Efter først at have gået i Slagelse Realskole og derpå i Ålborg Latinskole blev han 1859 discipel på Frederiks Hospitals apotek i København. Han tog farmaceutisk medhjælpereksamen i 1862, og var nu fra 1862-64 på apoteket i Højer. I 1865 tog han så farmaceutisk eksamen og kom, efter at have været et halvt år på apoteket i Thisted, tilbage til København, hvor han i otte år var farmaceutisk manuduktør, og var samtidig fra 1870-72 assistent ved universitetets kemiske laboratorium.
I 1869 udgav han "Pharmacopoea Danica" på dansk og stiftede "Ny farmaceutisk Tidende", som han redigerede i otte år. Han blev i 1872 belønnet for sit arbejde og fik universitetets guldmedalje for en "Udvikling af Forholdet mellem et Stofs Krystalform og dets kemiske Sammensætning", hvorefter han med ministeriel understøttelse foretog en rejse i udlandet for at undersøge farmaceutiske undervisningsanstalter og fabrikker. I 1876 fik han privilegium til at oprette et apotek på Gammelholm, og året efter åbnedes det.
I 1887 blev han medlem af den af regeringen nedsatte kommission, angående ordningen af den farmaceutiske undervisning, og i 1891 skænkede han grund og bygning til Den Farmaceutiske Læreanstalt, hvis drift staten overtog med ham som direktør. Den blev åbnet i 1892. I 1891 blev han valgt til formand for det farmaceutiske understøttelsesselskab og for fonden for det farmaceutiske studiums fremme. Samme år blev han udnævnt til æresmedlem af Danmarks Apotekerforening.

## Erhvervsmanden
Ved siden af sin betydelige farmaceutiske virksomhed har han også udfoldet en rig industriel virksomhed. 1873 anlagde han Maglekilde og Frederiksberg Brøndanstalt for et aktieselskab og var i nogle år dens tekniske direktør. Han påbegyndte i 1874 han en fabriksmæssig tilvirkning af osteløbe og har nu fabrikker for den ikke alene i København, men også i Amerika. Den amerikanske fabrik, der først var i New York, er nu i Little-Falls ved Eriekanalen. Det skal også nævnes, at han har foretaget betydelige forsøg til forbedring af Danmarks ostefabrikation, for hvilke forsøg han gjorde rede for ved landmandsforsamlingen i Aalborg i 1883.
Osteløbefabrikationen gjorde ham til en velstående mand, og i 1880 købte han Bøstrup ved Slagelse og i 1882 Mullerup på Fyn, to godser, som han derpå har forbedret og forskønnet ved arkitekt Charles Abrahams.
Ved disse køb blev han knyttet til det danske landvæsen. 1889 blev han formand for Svendborg Amts landøkonomiske Selskab, og allerede i 1886 havde regeringen gjort ham til medlem af kommissionen til undersøgelse af den danske smørproduktions og smørhandels stilling. I 1883 blev han udnævnt til etatsråd.
Virksomheden, der bærer hans navn, lever videre i bedste velgående. Firmaet Chr. Hansen havde i 2017 3125 ansatte fra 68 nationaliteter.. I 2024 fusionerede firmaet med Novozymes og blev til Novonesis.

## Familien
24. marts 1869 blev han viet i Korsør Kirke til Cæcilia Elisa Købke (1846-1879), datter af toldassistent Hother Vilhelm Købke og Johanne Elisabeth f. Sundby. Efter hendes død indgik han 30. september 1880 andet ægteskab med Agnes Mathilde Hedemann (1858-1930), datter af kammerherre Chr.C.F. Hedemann og Mathilde Eleonora f. Kiellerup.

## Børn af 1. ægteskab
med Cæcilia Købke
1. Johannes Hansen (1872-1960) cand.polyt., Adm. Direktør i A/S Chr. Hansens Laboratorium
2. Gerda Cæcilia Hansen (1878-1968) gift med sognepræst Paul Hans Emanuel von Hedemann

## Børn af 2. ægteskab
med Agnes Mathilde von Hedemann
1. Nancy Hansen (1881-1949) komponist, gift med oberstløjtnant og portrætmaler Erik Dalberg
2. Viggo Christian Hansen (1884-1963) kunstmaler og billedhugger, gift med Agnete Uldall
3. Einar Hansen (1886-1958) hofjægermester, godsejer, gift med Emmy Tuxen
4. Agnes Marie Mathilde Almira Hansen (1888-1978) gift med baron Oluf Bille-Brahe af Fraugdegaard